# Володимир Бобрі
Володимир Васильович Бобрицький (Бобрі; 13 травня 1898, Харків — 3 листопада 1986, Розендейл, США) — український ілюстратор, художник, композитор та автор книг присвячених гітаріному мистецтву.

## Творчість
Народився 13 травня 1898 року в Харкові. Навчався в Харківському художньому училищі, де його головним захопленням був театральний живопис та іконопис. У 1905 році покинув навчання та почав працювати декоратором у театрі Синельникова.
Вже на той час Бобрицький був відомим живописцем, графіком та театральним художником. Був одним із лідерів групи харківських художників-авангардистів «Союз Семи», в який також входили В. Дяков, М. Калмиков, Б. Косарєв, М. Міщєнко, Г. Цапок і Б. Цибис. У травні 1918 року разом із ними Бобрицький бере участь у першій виставці картин «Союзу мистецтв» у Харківському художньому училищі. Приблизно в той самий час допомагає видати колективний збірник-альбом «Сім плюс три».
Восени 1918 року співпрацює з журналом «Театральний журнал», в якому розміщувалися його роботи. На початку 1919 року Бобрицький входив у керівництво «Професійний Союз Діячів Лівого мистецтва в Харкові». Також тісно співпрацював із журналом «Дороги творчості», де допомагав в оформленні номерів видання.
Коли місто захопила Добровольча армія, Володимир Бобрицький покинув Харків. Деякий час мешкав у Стамбулі. Там він продовжував займатися улюбленою справою — створював костюми та декорації для російського балету, малював ікони для монастирів, плакати, обкладинки.
В Анталії зацікавився археологією. Зробив важливе археологічне відкриття візантійського розпису в покинутій турецькій мечеті
У 1921 році (за іншими джерелами 1923 року) Володимир Бобрицький виїхав у Нью-Йорк, де прославився як майстер іконопису, художньої реклами та ілюстратор під псевдонімом Бобрі. 1930—40 роки стали піковими для художника в сфері реклами, яка тільки починала розвиватися. Працював з такими відомими компаніями як «Сакс Фіт Авеню» (Saks Fifth Avenue), «Гейнс» (Hanes). Також Бобрі ілюстрував такі видання як: «Нью-Йоркер» (New Yorker), «Воґ» (Vogue), «Гарперс Базар»(Harper's Bazaar), зокрема ним були проілюстровані  обкладинки журналів. Окреме місце у його творчості займала ілюстрація книг. На його рахунку 20 таких книг, дві з них належать американській дитячій письменниці Дороті К. Кріпке (Dorothy K. Kripke) — «Поговоримо про Бога»(Let's tolk about God) та «Поговоримо про правду і брехню» (Let's tolk about Right and Wrong). В ілюстраціях відчувається стиль: простота фону та візуальних ефектів, концентрація уваги на найважливішому.
Брав участь у Міжнародній виставці (1923 р., Філадельфія) і виставці російського живопису та скульптури (1932 р., Вілмінгтон). Також у виставках Арт Діректорс Клаб у Нью-Йорку (The New York Art Director's Club).
Ще одним із захоплення Бобрі була гітара. Власне він є засновником та очільником Товариства класичної гітари в Нью-Йорку (New York Society of the Classic Guitar), художнім керівником та активним учасником товариства був відомий іспанський гітарист Андрес Сеговія (Andres Segovia). Також Володимир Бобрі був ініціатором створення журналу «Гітар Ревю» (The Guitar Review), перший номер якого вийшов у 1946 році. У журналі працював редактором та головним художником, у 1985 році покинув свої посади.
Бобрі відомий і як автор багатьох публікацій, присвячених гітарі, створив декілька музичних для цього інструмента. У багатьох країнах, зокрема в Іспанії, була високо оцінена продуктивна діяльність на цьому ґрунті. Володимир Бобрі був дизайнером альбомів гітариста Андреса Сеговії, з яким товаришував. Великої популярності набула його книга «Техніка Сеговії» (The Segovia Technique), видана 1972 року, яка була декілька разів перевидана. Цінним та популярним виданням його зробило співавторство з  Сеговією, який не тільки позував для малюнків, а й редагував текст.

## Особисте життя
У 1919 році одружився з Лідією Третяковською, з якою згодом розлучився. Маргарет Гарсіа стала останньою обраницею. Усі шлюби були бездітні.

## Смерть
Загинув 3 листопада 1986 року внаслідок пожежі у власному будинку при спробі врятувати унікальну колекцію малюнків, картин, листів, музичних записів та гітар.